# IK Viking
Idrottsklubben Viking, tidigare Idrottsföreningen Viking, är en idrottsklubb baserad i Hagfors, Värmland, bildad 28 maj 1911, då med fotboll som huvudaktivitet.

## Historia
Efter att fotbollen hade nått Sverige från de brittiska öarna i början av 1900-talet så beslutade sig några pojkar från Hagfors att bilda en idrottsförening för att själva kunna prova på idrotten. Idrottsföreningen Viking bildades söndagen 28 maj 1911 vid Södra skolans sydvästra sal i Hagfors. Till föreningens första ordförande valdes David Lundin och medlemsavgiften bestämdes till 25 öre per kvartal.
1936 uppstod funderingar kring ett samarbete mellan Viking och dåvarande Hagfors Idrottsklubb (HIK) för att kunna skapa ett slagkraftigt lag i Hagfors. Ur ekonomisk synvinkel ansågs det fördelaktigt att gå ihop för att ev. stöd från Uddeholmsbolaget och dåvarande Norra Råda kommun skulle kunna stärka en gemensam kassa. Efter många möten med de båda klubbarna där förslagen avslogs om vartannat så var det först sommaren 1937 som de båda klubbarna accepterade hopslagningen och 20 juli 1937 stod det klart att Idrottsföreningen Viking och Hagfors Idrottsklubb hade blivit Idrottsklubben Viking.

## Grenar

### Bandy
I bandy blev klubben svenska ungdomsmästare säsongen 1955/1956.

### Fotboll
I fotboll har klubben spelat flera säsonger i Sveriges tredje högsta division . Laget återfinns numera i division 6 norra Värmland.

### Friidrott
Den 25 augusti 1918 arrangerades de första tävlingarna i klubbens historia.

### Ishockey
Den 14 mars 1947 var det urpremiär för ishockeyn i Hagfors men det dröjde till 1949 innan Viking tog upp ishockeyn i sin tävlingsverksamhet. Viking spelade i Sveriges högsta division säsongerna 1963/1964 och 1964/1965. Efter Konkursen 2004 ombildades ishockeyföreningen under namnet Viking HC.

### Orientering
Första gången orientering omnämns i Vikings gamla protokoll var vid ett styrelsemöte den 15 april 1921. Då ställdes frågan om inte Viking borde anordna orienteringslöpningar, vilket också gjordes första gången 15 april 1923.